# 2279 Барто
2279 Барто (2279 Barto) — астероїд головного поясу, відкритий 25 лютого 1968 року.
Тіссеранів параметр щодо Юпітера — 3,473.
Названий на честь Агнії Барто.